# کاوازاکی کی‌اچ-۴
کاوازاکی کی‌اچ-۴ (به انگلیسی: Kawasaki KH-4) یک بالگرد چندمنظوره سبک متعلق به دهه ۱۹۶۰ بود. این بالگرد در ژاپن به عنوان نسخه توسعه یافته بل ۴۷ توسط شرکت کاوازاکی از سال ۱۹۵۲ و به صورت تحت لیسانس تولید می‌شد. بارزترین تفاوت بین کی‌اچ-۴ و نسخه اولیه آمریکایی آن، کابین جدید و بزرگ آن بود. کابین کی‌اچ-۴ به‌طور کامل محصور شده بود (اگرچه درهای جانبی قابل جابجایی بودند) و برای سه مسافر در کنار هم روی یک نیمکت پشت صندلی خلبان، صندلی تعبیه شده بود. این بالگرد با یک سیستم کنترل جدید، ابزار دقیق اصلاح شده و مخزن سوخت بزرگتر ارائه شد.
در مجموع ۲۱۱ فروند کی‌اچ-۴ ساخته شد، از جمله چهار فروند که از بل ۴۷جی‌های موجود اصلاح شده بودند. اکثریت قریب به اتفاق آنها توسط کاربران غیرنظامی خریداری شدند، اگرچه برخی توسط نیروهای نظامی ژاپن و تایلند خریداری شدند.

## کاربران
ژاپن
- نیروی زمینی دفاع‌ازخود ژاپن[۱]
- نیروی دریانوردی دفاع‌ازخود ژاپن[۲]
- آژانس ایمنی دریایی[۳]

 تایلند
- نیروی هوایی تایلند[۴]

## مشخصات فنی

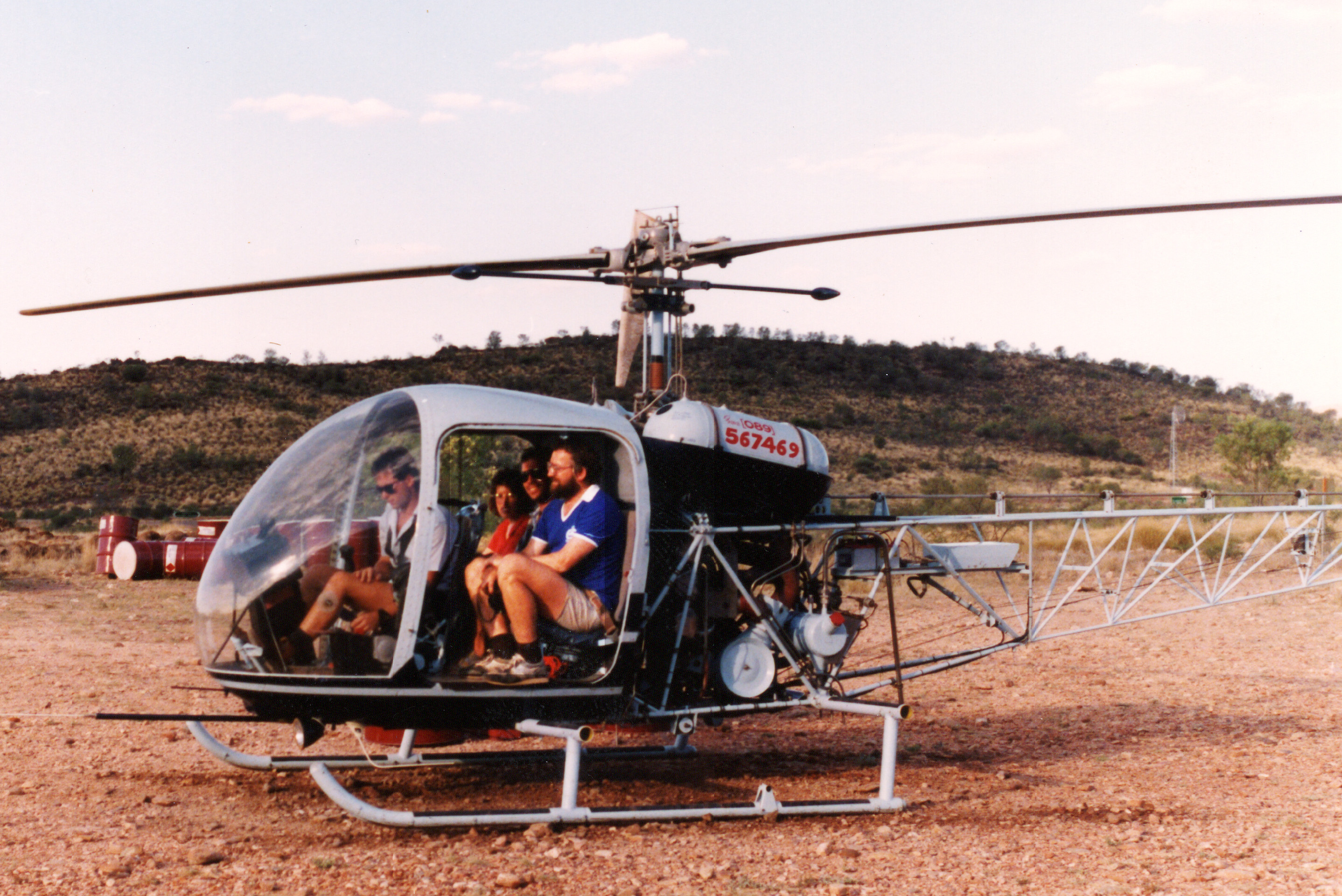
یک کی‌اچ-۴ استرالیایی در سال ۲۰۱۰

داده‌ها از Jane's All The World's Aircraft 1966–67
ویژگی‌های عمومی
- خدمه: ۱
- ظرفیت: ۳ مسافر
- طول: ۱۳٫۳۰ متر (۴۳ فوت ۸ اینچ) (طول کلی), ۹٫۹۳ متر (۳۲ فوت ۷ اینچ) (طول بدنه)
- ارتفاع: ۲٫۸۴ متر (۹ فوت ۴ اینچ)
- وزن خالی: ۸۱۶ کیلوگرم (۱٬۷۹۹ پوند)
- بیشترین وزن برخاست: ۱٬۲۹۳ کیلوگرم (۲٬۸۵۱ پوند)
- پیشرانه: ۱ عدد موتور تخت ۶ سیلندر هواخنک Lycoming TVO-435-B1A, ۲۰۰ کیلووات (۲۷۰ اسب بخار)
- قطر روتور اصلی:  ۱۱٫۳۲ متر (۳۷ فوت ۲ اینچ)
- مساحت روتور اصلی: ۱۰۰٫۶ متر مربع (۱٬۰۸۳ فوت مربع)

عملکرد
- حداکثر سرعت: ۱۶۹ کیلومتر بر ساعت (۱۰۵ مایل بر ساعت، ۹۱ گره)
- سرعت کروز: ۱۴۰ کیلومتر بر ساعت (۸۷ مایل بر ساعت، ۷۶ گره)
- بُرد: ۴۰۰ کیلومتر (۲۵۰ مایل، ۲۲۰ مایل دریایی)
- مداومت پروازی: ۴ ساعت ۶ دقیقه
- حداکثر ارتفاع: ۵٬۶۴۰ متر (۱۸٬۵۰۰ فوت)
- نرخ صعود: ۴٫۳ متر بر ثانیه (۸۵۰ فوت بر دقیقه)

## همچنین ببینید
توسعه مرتبط
- آگوستا ای.۱۱۵
- بل ۴۷
- بل ۴۷جی رنجر
- Meridionali/Agusta EMA 124

هواگردهای با عملکرد، پیکربندی و یا دوره زمانی مشابه
- Canadian Home Rotors Safari
- هیلر او اچ-۲۳
- هیوز ۲۶۹
- شوایتزر اس-۳۰۰